# 8967 Calandra
8967 Calandra eller 4878 T-1 är en asteroid i huvudbältet som upptäcktes den 13 maj 1971 av den nederländsk-amerikanske astronomen Tom Gehrels och det nederländska astronomparet Ingrid van Houten-Groeneveld och Cornelis Johannes van Houten vid Palomarobservatoriet. Den är uppkallad efter fågeln Kornsparv.
Asteroiden har en diameter på ungefär 8 kilometer och den tillhör asteroidgruppen Eos.